# Ekologická valence

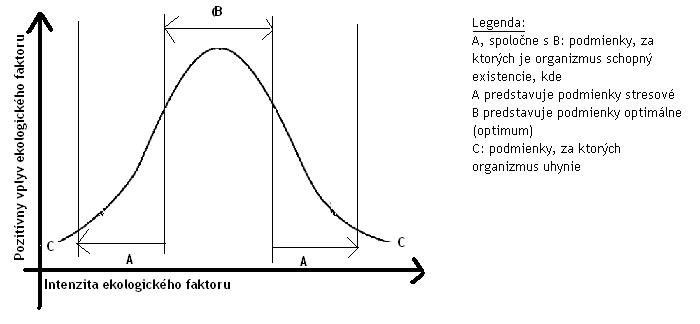
Gaussova křivka ekologické valence

Ekologická valence je vyjádření schopnosti organismů snášet určitý faktor prostředí (např. teplotu, vlhkost,...). Znázorňuje se pomocí Gaussovy křivky. Šířka křivky odpovídá šíři valence, tedy rozsahu hodnot faktoru (na horizontální ose), které je daný druh schopen snášet (nejsou pro něj smrtící). Např. teplotní valence (termovalence) vyjadřuje, v jakém rozmezí teplot je schopen daný druh přežívat.
Organismy s širokou ekologickou valencí se obecně lépe přizpůsobují změnám podmínek než organismy s úzkou valencí.
1. Druhy euryvalentní (s širokou ekologickou valencí) snášejí relativně velké rozmezí hodnot faktoru a dokáží se tedy jeho změnám snadněji přizpůsobit (plevel, švábi, bakterie). Např. druhy euritermovalentní tolerují poměrně velký rozsah teplot prostředí.
2. Druhy stenovalentní (s úzkou ekologickou valencí) jsou fixovány na malé rozmezí hodnot a těžko se přizpůsobují jiným podmínkám. Většinou se jedná o druhy vzácné.Tedy opět např. druhy stenotermovalentní vyžadují relativně stálé teploty a jsou velmi citlivé na jejich výkyvy.

Soubor všech ekologických valencí organismu definuje jeho ekologickou niku.